# 河南美术出版社
河南美术出版社是位于中国河南省郑州市的出版社，是河南唯一一家美术专业出版社，1984年11月20日由河南人民出版社美术编辑室、中州书画社美术编辑处合并组建，现已出版美术、书法类图书2000余种，主办《青少年书法》杂志。